# Skóciai Margit norvég királyné
Skóciai Margit (Windsori kastély, Anglia, 1261. február 28. – Tønsberg, Norvégia, 1283. április 9.), norvégul: Margarete Aleksandersdatter av Skottland, skót gaelül: Maighread Nic Rìgh Alasdair, skót (angol) nyelven: Margaret o Scotland, Queen o Norawa,  Margaret of Scotland, Queen of Norway, izlandiul: Margrét af Skotlandi, Noregsdrottning, óészaki nyelven: Margrét Alexandersdóttir, latinul: Margareta filia Alexandri Scotorum regis, Noricorum regina, skót királyi hercegnő, Skócia feltételezett (prezumőtív) trónörököse, Norvégia királynéja, I. Margit skót királynő édesanyja.

## Élete
III. Sándor (1241–1286) skót királynak és Plantagenêt Margit (1240–1275) angol királyi hercegnőnek, III. Henrik angol király legidősebb lányának és I. Eduárd angol király húgának a lánya.
A házasság a 20 éves skót hercegnő és a 13 éves II. Erik norvég király között 1281. augusztus 31-én Bergenben jött létre, ami után az új királynét meg is koronázták. Mivel e korban a fiúk az egyházi törvények szerint csak a 14. életévüktől házasodhattak, ezért valószínűleg a király már betöltve a 13. életévét belépett a 14. életévébe, és éppen ezért talán eltekintettek attól, hogy még nem érte el formálisan a házasulandó kort, csak megközelítette azt. Feltételezhetően a házasság elhálására viszont csak a következő évben, 1282-ben került sor, mikor a király 14 éves lett, és a királyné rögtön meg is fogant, majd egy év múlva meg is született első gyermekük.
Egyetlen gyermekének, a kis Margit hercegnőnek a születése 1283. április 9-én azonban Margit királyné életébe került. Ezzel a halálesettel kezdődött meg Skóciában a trónöröklési krízis, hiszen Margit norvég királyné előtt három hónappal hunyt el váratlanul és gyermektelenül az öccse, Sándor herceg (1264–1283), a skót trónörökös, és mivel III. Sándor skót királynak a kisebbik fia, Dávid herceg (1273–1278/1281) is meghalt már korábban, így a skót királynak csak egyetlen közvetlen örököse maradt, ez az egyetlen csecsemő lányunokája.
III. Sándor egyszerre értesült unokája születéséről és lánya haláláról. A skót főnemesek 1284. február 5-én elismerték Margit norvég királyi hercegnőt a skót király örököseként arra az esetre, ha nem születne fia. Ekkor III. Sándor még özvegy volt, de rábeszélték egy újabb házasságra, és a még csak 44 éves király újabb fiúutódok reményében  1285. november 1-jén másodszor is megnősült, és feleségül vette a Capeting-dinasztia egyik oldalágából származó 16 éves Dreux Jolán (1269–1322) monforti grófnőt, IV. Róbertnek, Dreux és Monfort grófjának a lányát. A király azonban négy hónappal a házasságkötés után, 1286. március 19-én váratlanul meghalt.
Lányát, Margit hercegnőt I. Margit néven a távollétében Skócia királynőjévé nyilvánították. Távolléte és kiskorúsága idejére hat gyámot jelöltek ki, akik a következők voltak: William Fraser St Andrews-i püspök, Duncan fife-i gróf, Buchani John Comyn, Badenochi John Comyn, Róbert glasgow-i püspök és Jakab, Skócia 5. főudvarmestere.
Margit, a norvég hajadon, ahogy többnyire utalni szoktak rá, 1290-ben végül elindult Norvégiából új hazájába elfoglalni a trónt, de a Skóciába tartó út során hirtelen meghalt az ekkor még Norvégiához tartozó Orkney-szigetek közelében a hajója fedélzetén, így nem léphetett skót földre, és a trónöröklési krízist a halálával tovább mélyítette. A királynő holttestét nem vitték tovább Skóciába, hanem visszahajóztak szülőhazájába, Norvégiába, és Bergenben, édesanyja mellé helyezték a földi maradványait Krisztus templomában (Kristkirken), a Régi Katedrálisban.
Skóciában tizennégy trónkövetelő jelentkezett, köztük Margit királyné férje, II. Erik norvég király, aki felesége jogaira hivatkozott, hiszen a férjre a házassággal rászálltak a felesége jogai, valamint I. Eduard angol király is, akinek voltak skót királyi felmenői is, de a két legesélyesebb: Balliol János és Bruce Róbert voltak, akik egy-egy leányágat képviseltek a skót királyi házon belül.
II. Erik norvég király lányuk halála után újranősült, és I. (Bruce) Róbert skót trónkövetelő és későbbi skót király nővérét, Bruce Izabellát (1272–1358) vette feleségül 1293-ban, aki egy újabb lányt szült 1297-ben a norvég királynak, Margit skót királynő kései féltestvérét, de Margit norvég királyné özvegye, II. Erik két évvel ezután elhunyt.

## Gyermeke
- Férjétől, II. (Papgyűlölő) Erik (1268–1299) norvég királytól, 1 leány:
  - Margit (Tønsberg, Norvégia, 1283. április 9. előtt – Orkney-szigetek közelében, 1290. szeptember 26.), „a norvég hajadon”, norvég királyi hercegnő, I Margit néven Skócia királynője.